# Marcus Vinicius de Morais
Marcus Vinicius de Morais (São Paulo, 25 februari 1974) is een voormalig Braziliaans voetballer.